# Käsmu järv
Käsmu järv är en 43 hektar stor sjö i norra Estland. Den ligger i kommunen Vihula vald i Lääne-Virumaa, på halvön Käsmu poolsaar, 70 km öster om huvudstaden Tallinn. Käsmu järv ligger 3,9 meter över havet. Den högsta punkten i närheten är 25 meter över havet, 2 km norr om Käsmu järv. I omgivningarna runt Käsmu järv växer i huvudsak blandskog.